# (26665) Sidjena
(26665) Sidjena est un astéroïde de la ceinture principale d'astéroïdes.

## Description
(26665) Sidjena est un astéroïde de la ceinture principale d'astéroïdes. Il fut découvert le 30 décembre 2000 à Socorro (Nouveau-Mexique) par le projet LINEAR. Il présente une orbite caractérisée par un demi-grand axe de 2,40 UA, une excentricité de 0,16 et une inclinaison de 2,5° par rapport à l'écliptique.

## Compléments